# Palilula, Montana
Palilula (în bulgară Палилула) este un sat în comuna Boicinovți, regiunea Montana,  Bulgaria. 

## Demografie
Componența etnică a satului Palilula
     Bulgari (93,15%)
     Nicio identificare (6,84%)
     Altele (0%)
La recensământul din 2011, populația satului Palilula era de 73 locuitori. Din punct de vedere etnic, majoritatea locuitorilor (93,15%) erau bulgari. Pentru 6,84% din locuitori nu este cunoscută apartenența etnică.